# Mamburao
Mamburao ist eine philippinische Stadtgemeinde in der Provinz Occidental Mindoro. Sie hat 42.975 Einwohner (Zensus 1. August 2015). Mamburao ist Sitz der Provinzregierung der Provinz Occidental Mindoro.

## Geografische Lage
Die Stadtgemeinde Mamburao liegt im Norden von Occidental Mindoro. Sie grenzt im Nordwesten an Paluan, im Nordosten an Abra de Ilog, im Osten an Puerto Galera in der Provinz Oriental Mindoro, im Südosten an Santa Cruz. Im Südwesten liegt die Mindorostraße.

## Baranggays
Mamburao ist politisch in 15 Baranggays unterteilt.
- Balansay
- Sta.Fatima (Tii)
- Payompon (Poblacion 9)
- San Luis (Ligang)
- Talabaan
- Tangkalan
- Tayamaan
- Poblacion 1
- Poblacion 2
- Poblacion 3
- Poblacion 4
- Poblacion 5
- Poblacion 6
- Poblacion 7
- Poblacion 8

## Verkehr
Zwischen Abra de Ilog und Batangas City auf der philippinischen Hauptinsel Luzon verkehren Roll-on-roll-off Fähren. Zwischen Abra de Ilog und Mamburao verkehren Minibusse, Jeepneys und Omnibusse.